# 布爾 (堪薩斯州)
布爾（英語：Buel）是位於美國堪薩斯州米切爾縣的一個鬼鎮。

## 歷史
布爾的郵政局於1883年設立，直到1903年結束營運。

## 地理
布爾所處的海拔為高於海平面457米（即1499英呎），而該地所採用的時區為UTC-6，即北美中部時區（CST）。同時該地設有夏令時間，為UTC-6調快一小時，即UTC-5（CDT）。